# Attilio Odero
Attilio Odero (Genova, 1º gennaio 1854 – Genova, 11 maggio 1945) è stato un imprenditore italiano nel settore della cantieristica navale e senatore del Regno d'Italia durante la XXVIII legislatura.

## Biografia
Nato da Nicolò, importatore di carbone fossile e poi spedizioniere, e da Maria Cavezzari, dopo aver avuto la licenza a 18 anni entra nel cantiere navale di Sestri Ponente ex Westerman che suo padre aveva acquisito. Non è un periodo facile per la cantieristica italiana, ancora basata sulla costruzione di navi in legno e a vela, che sta per entrare in una gravissima crisi industriale: in soli sei anni, fra il 1875 e il 1881, le tonnellate prodotte passano da 87 691 a 11 536. A subire il contraccolpo maggiore è proprio la Liguria, regione che fin da prima dell'Unità si è collocata di gran lunga al primo posto nella produzione cantieristica nazionale, ma non si dimostra in grado di soddisfare la crescente domanda di unità a vapore e in ferro, costringendo gli armatori italiani ad ordinare le nuove navi all'estero. Il passaggio dalla produzione di navi a vela a quella di piroscafi non è solo tecnologico, ma anche organizzativo e finanziario, perché richiede l'abbandono di un'attività decentrata - portata avanti da molti piccoli nuclei artigianali -, e l'avvio di un processo di concentrazione in pochi grandi complessi industriali.
Anche l'impresa degli Odero, la Nicolò Odero fu Alessandro & C., deve affrontare questa trasformazione, inevitabilmente lenta e piena di difficoltà: nel 1882, secondo l'Inchiesta parlamentare sulla marina mercantile, il cantiere navale di Sestri Ponente risulta aver costruito solo un piccolo piroscafo per la Regia Marina e due mercantili da poco più di 1 500 tonnellate di stazza, mentre i tempi morti della produzione cantieristica vengono integrati con la costruzione su ordinazione di pompe, gru e caldaie. Odero, divenuto direttore tecnico dell'azienda, avvia a partire dall'inizio degli anni Ottanta un importante processo di modernizzazione del cantiere, con la costruzione di scali fissi in muratura, indispensabili per la realizzazione di navi di grandi dimensioni. Già nel 1885, secondo una nuova indagine parlamentare, il cantiere Odero può così essere inserito fra i pochissimi stabilimenti privati in grado di costruire scafi di navi in ferro e acciaio e macchine motrici per la Marina militare. Negli anni successivi sono proprio gli ordini di navi da guerra, che arrivano con una certa continuità, a segnare un punto di svolta per la vicenda imprenditoriale di Odero: grazie alla liquidità accumulata l'armatore è in grado di avviare un processo di integrazione verticale e orizzontale dell'impresa, che durerà fino ai primi del Novecento.
Nel 1895 Odero fa il suo ingresso nel capitale azionario della Piaggio & C., società specializzata nella produzione di arredamento navale, di cui è socio accomandatario il cognato Rinaldo Piaggio. L'anno successivo rileva dal Comune di Genova la gestione del cantiere della Foce, un complesso di oltre 30 000 metri quadrati con cinque scali in muratura, in grado di ospitare scafi lunghi fino a 150 metri; costituisce a tale scopo una nuova società: la Nicolò Odero & C. L'operazione più importante si concretizza però nel 1899, quando insieme agli esponenti dell'altra grande famiglia della cantieristica italiana, gli Orlando, Odero entra nel gruppo di controllo della società Alti Forni Acciaieria e Fonderia di Terni, la principale impresa siderurgica italiana, fondata nel 1884 per iniziativa dell'industriale veneto Vincenzo Stefano Breda, con l'obiettivo di integrare a monte la società Odero e garantirle il rifornimento dei semilavorati indispensabili per la produzione cantieristica. L'integrazione formale dell'acciaieria con i cantieri navali avviene qualche anno dopo, nel 1904, quando la Terni acquista una consistente quota del capitale delle società in accomandita con cui gli Orlando e gli Odero controllano i propri stabilimenti. Il legame con l'acciaieria consente ai cantieri rilevanti vantaggi economici, dato che di fatto è la Terni a finanziare le costruzioni navali attraverso la fornitura di lamiere e piastre con generose dilazioni di pagamento, in attesa che i cantieri incassino i soldi dallo Stato e dagli altri committenti. Il disegno di integrazione verticale si completerà poi, nel 1908, con la costituzione della Vickers-Terni, nata con la collaborazione della società britannica Vickers, che aprirà in località Melara, a La Spezia, un impianto per la produzione di artiglierie navali e terrestri.
I cantieri navali presenti a Genova e Sestri Ponente furono gestiti dalla famiglia Odero fin dal 1871. Il cantiere era attrezzato per la costruzione di navi di piccolo e medio tonnellaggio. Le officine meccaniche che occupavano gran parte dello stabilimento costruivano apparati a vapore di qualsiasi tipo (e sino alle massime potenze) nonché motori a combustione interna tipo Sulzer e Fiat. Nel 1905 Odero è stato tra i fondatori della San Giorgio. Fu inoltre presidente delle Acciaierie di Terni e della O.T.O. (Odero Terni Orlando).
Nel  1933 il passaggio della Terni e della OTO sotto il controllo della  nuova conglomerata pubblica, l'IRI, porta a una parziale fuoriuscita dal  settore cantieristico della famiglia Odero. Nel 1936 l'imprenditore  crea la Fondazione omonima, un ente morale con fini assistenziali, a cui  lascia in eredità dopo la sua morte, nel maggio del 1945, il suo intero  patrimonio.

## Archivio
La documentazione prodotta dalle varie società gestite nel tempo dalla famiglia Odero è conservata nel fondo Cantieri Navali Orlando presso l'Archivio di Stato di Livorno.